# Vu Po-hsziung

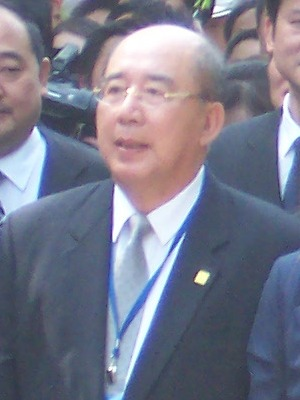
Vu Po-hsziung látogatása a nankingi Szun Jat-szen-mauzóleumban, 2005

Vu Po-hsziung (tradicionális kínai néven: 吳伯雄; pinyin átírással: Wu Po Xiong; született 1939. június 19.), politikus a Kínai Köztársaságban, 2007. április 7. és 2009. július 26. között a Kuomintang (KMT) elnöke. Korábban Tajpej polgármestere (1988–1990), belügyminiszter és elnöki kabinetfőnök volt (1991–1996).

## Életrajza
Vu hakka családban született, a Taoyuan megyei Chungli városban.
Tanulmányait a National Cheng Kung University-n 1962-ben kezdte, ahol üzleti adminisztrációt tanult. Taoyuan-ban beválasztották a Taiwan Provincial Council-ba, itt 1968-tól 1972-ig dolgozott. Később a Taoyuan County Magistrate-ben 1972-től 1976-ig. 1991-ben Koreába ment a Wonkwang University-re tanulni. Az Amerikai Egyesült Államokban 1994-től tanult, pályafutását itt alapozta meg politika szakon a Wonkwang University-n.
Vu Po-hsziung a buddhista vallást gyakorolja, a Fo Guang Shan szerzetesrend híve. 1998-ban a Kínai Népköztársaság Buddha's Light International Association elnöke lett.

## Pályafutása
1981 és 1982 között a Kínai Népköztársaság Boxing Association elnöke volt. 1994 és 1996 között a Kínai Népköztársaság elnökének volt főtitkára. 1996–97-ben a Kuomintang Központi Bizottságának főtitkára.
Miután Ma Jing-csiu lemondott, Vu Po-hsziung lett a Kuomintang elnöke. Ma nyilvánosan támogatta Vu-t az elnöki posztért. Végül 90%-os támogatottságot szerzett a szavazások alkalmával, jelentős győzelmet aratva Hung Hsiu-chiu felett. A szavazók 53%-a voksolt.
2007. április 7-én választották meg a Kuomintang vezetőjének.